# I Dreamed a Dream
I Dreamed a Dream ist das Debütalbum der britischen Sängerin Susan Boyle aus dem Jahr 2009.

## Entstehung und Veröffentlichung
Bereits während der laufenden 2009er Ausgabe der britischen Castingshow Britain’s Got Talent hatte ihr Simon Cowell einen Plattenvertrag angeboten, unabhängig davon, ob sie gewinnt oder nicht. Nachdem sie den zweiten Platz belegt hatte, unterschrieb sie einen Vertrag bei Cowells Label Syco Music. Zunächst war geplant, eine Auswahl an Broadway-Hits mit einem Orchester in Tschechien aufzunehmen. Grund hierfür war, dass ihr Finalbeitrag I Dreamed a Dream eine Aufnahme des gleichnamigen Titels aus dem Musical Les Misérables war. Im Juli 2009 nahm Boyle erste Demos in einem Studio in Edinburgh auf, von denen Produzent Steve Mac so begeistert war, dass statt der geplanten Musicalaufnahmen ein Album mit Coverversionen entstehen sollte. Die eigentlichen Aufnahmen zu I Dreamed a Dream fanden im August und September in London statt. Susan Boyle wählte die insgesamt zwölf Coverversionen selber aus, wobei ihr Schwerpunkt bei Balladen lag. In den handgeschriebenen Liner Notes zum Album erklärt sie, was der jeweilige Titel für sie persönlich bedeutet.
Die Erstveröffentlichung von I Dreamed a Dream erfolgte am 20. November 2009 bei Syco Music. Das Album erschien in seiner Originalausführung als CD und Download mit zwölf Titeln (Katalognummer: 88697 554542). Wenige Tager später erschien eine exklusive japanische Ausführung mit dem Bonustitel Wings to Fly (Katalognummer: SICP-2485).

## Titelliste
1. Wild Horses (Jagger, Richards) – 4:55
2. I Dreamed a Dream (Boublil, Kretzmer, Schonberg) – 3:10
3. Cry Me a River (Hamilton) – 2:42
4. How Great Thou Art (Traditional) – 3:12
5. You’ll See (Ciccone, Foster) – 4:42
6. Daydream Believer (Stewart) – 3:19
7. Up to the Mountain (Griffin) – 3:31
8. Amazing Grace (Traditional) – 3:35
9. Who I Was Born to Be (Jansson, Larsson, Lundgren, Mae) – 4:09
10. Proud (Hector, Hill, Mac) – 3:22
11. The End of the World (Dee, Kent) – 3:15
12. Silent Night (Traditional) – 2:59

Bonustitel (Japanese Edition)
1. Wings to Fly (Traditional)

## Rezeption
Die Kritiken fielen gemischt aus. Stephen Thomas Erlewine von Allmusic bezeichnet das Album als „schläfrig, reserviert und gemütlich“. Das Album befriedige diejenigen Hörer, die von Boyles Stimme oder ihrer Geschichte angetan seien, nicht aber solche, die mehr erwarten. Katja Scherle von laut.de macht insbesondere die Persönlichkeit von Susan Boyle dafür verantwortlich, dass es ein gutes Album sei und resümiert, dass es „scheußlich schnulzig und rührend schön“ sei. Adrian Edwards von BBC Music schreibt, dass Boyle mit diesem Album die Verwandlung vom Castingshow-Star zu einer erstklassigen Aufnahmekünstlerin gelungen sei, die des prestigeträchtigen Plattenlabels würdig sei.

## Kommerzieller Erfolg

### Chartplatzierungen
I Dreamed a Dream avancierte zum weltweiten Nummer-eins-Album, unter anderem in Australien, Belgien-Flandern, Neuseeland, den Niederlanden, der Schweiz, den Vereinigten Staaten oder auch dem Vereinigten Königreich.
| ChartsChartplatzierungen       | Höchstplatzierung | Wochen |
| ------------------------------ | ----------------- | ------ |
| Deutschland (GfK)              | 3 (9 Wo.)         | 9      |
| Österreich (Ö3)                | 7 (11 Wo.)        | 11     |
| Schweiz (IFPI)                 | 1 (16 Wo.)        | 16     |
| Vereinigte Staaten (Billboard) | 1 (59 Wo.)        | 59     |
| Vereinigtes Königreich (OCC)   | 1 (39 Wo.)        | 39     |

| ChartsJahrescharts (2009)    | Platzierung |
| ---------------------------- | ----------- |
| Schweiz (IFPI)               | 84          |
| Vereinigtes Königreich (OCC) | 1           |

| ChartsJahrescharts (2010)      | Platzierung |
| ------------------------------ | ----------- |
| Österreich (Ö3)                | 45          |
| Schweiz (IFPI)                 | 22          |
| Vereinigte Staaten (Billboard) | 1           |
| Vereinigtes Königreich (OCC)   | 52          |

| ChartsJahrescharts (2011)      | Platzierung |
| ------------------------------ | ----------- |
| Vereinigte Staaten (Billboard) | 156         |

### Auszeichnungen für Musikverkäufe
Das Album ist das am besten verkaufte Album des Jahres 2009 weltweit und verkaufte sich allein in den ersten vier Wochen nach Erscheinen rund 6,2 Millionen Mal. Mit durchschnittlich 1,55 Millionen verkauften Alben pro Woche stellte sie den bislang von Michael Jackson für sein Album Thriller gehaltenen Verkaufsrekord ein. Noch nie zuvor wurde ein Album beim Online-Versandhaus Amazon so oft vorbestellt wie I Dreamed a Dream.
Es wurde in Großbritannien mit siebenfach Platin, in den Vereinigten Staaten mit vierfach Platin ausgezeichnet und verkaufte sich in den ersten zwei Monaten nach Veröffentlichung rund acht Millionen Mal. Laut Schallplattenauszeichnungen sind über 8,2 Millionen verkaufte Einheiten belegt.
| Land/Region                  | Auszeichnungen für Musikverkäufe (Land/Region, Auszeichnung, Verkäufe) | Verkäufe    |
| ---------------------------- | ---------------------------------------------------------------------- | ----------- |
| Australien (ARIA)            | 10× Platin                                                             | 700.000     |
| Belgien (BRMA)               | Platin                                                                 | 30.000      |
| Dänemark (IFPI)              | Gold                                                                   | 15.000      |
| Deutschland (BVMI)           | Gold                                                                   | 100.000     |
| Europa (IFPI)                | 3× Platin                                                              | (3.000.000) |
| Frankreich (SNEP)            | Platin                                                                 | 100.000     |
| Griechenland (IFPI)          | Gold                                                                   | 3.000       |
| Golf-Kooperationsrat (IFPI)  | Platin                                                                 | 6.000       |
| Irland (IRMA)                | 8× Platin                                                              | 120.000     |
| Italien (FIMI)               | Gold                                                                   | 30.000      |
| Japan (RIAJ)                 | Platin                                                                 | 250.000     |
| Kanada (MC)                  | 5× Platin                                                              | 400.000     |
| Mexiko (AMPROFON)            | Gold                                                                   | 30.000      |
| Neuseeland (RMNZ)            | 11× Platin                                                             | 165.000     |
| Niederlande (NVPI)           | Platin                                                                 | 50.000      |
| Österreich (IFPI)            | Gold                                                                   | 10.000      |
| Polen (ZPAV)                 | Gold                                                                   | 10.000      |
| Schweden (IFPI)              | Platin                                                                 | 40.000      |
| Schweiz (IFPI)               | Platin                                                                 | 30.000      |
| Spanien (Promusicae)         | Gold                                                                   | 30.000      |
| Ungarn (MAHASZ)              | Gold                                                                   | 5.000       |
| Vereinigte Staaten (RIAA)    | 4× Platin                                                              | 4.000.000   |
| Vereinigtes Königreich (BPI) | 7× Platin                                                              | 2.100.000   |
| Insgesamt                    | 9× Gold · 52× Platin ·                                                 | 8.224.000   |